# Linothele tsachilas
Espèce
Linothele tsachilas est une espèce d'araignées mygalomorphes de la famille des Dipluridae.

## Distribution
Cette espèce se rencontre en Équateur dans les provinces de Santo Domingo de los Tsáchilas, de Carchi, d'Esmeraldas et de Pichincha et en Colombie dans le département de Valle del Cauca,,.

## Description
La femelle holotype mesure 17,5 mm.
Le mâle décrit par Dupérré, Tapia et Bond en 2023 mesure 16,29 mm.
La femelle décrite par Rodríguez-Castro, Rodríguez et Delgado-Santa en 2025 mesure 17,43 mm.

## Éthologie
Elle construit une toile mesurant 50 centimètres sur 30.

## Systématique et taxinomie
Cette espèce a été décrite par Dupérré et Tapia en 2015 .

## Publication originale
- Dupérré & Tapia, 2015 : « Descriptions of four kleptoparasitic spiders of the genus Mysmenopsis (Araneae, Mysmenidae) and their potential host spider species in the genus Linothele (Araneae, Dipluridae) from Ecuador. » Zootaxa, no 3972(3), p. 343-368.